# Córrego São Jorge
Der Córrego São Jorge ist ein etwa 16 km langer linker Nebenfluss des Rio Ivaí im Nordwesten des brasilianischen Bundesstaats Paraná.

## Etymologie
Córrego bedeutet Bach. São Jorge ist Sankt Georg. Es handelt sich also um den Sankt-Georgs-Bach. 

## Geografie

### Lage
Das Einzugsgebiet des Córrego São Jorge befindet sich auf dem Terceiro Planalto Paranaense (Dritte oder Guarapuava-Hochebene von Paraná).

### Verlauf
Sein Quellgebiet liegt im Munizip Douradina auf 362 m Meereshöhe etwa 4 km nördlich der Stadtmitte.
Der Fluss verläuft zunächst in nördlicher Richtung. Nach etwa 12 km wendet er sich in Richtung Westen. Er mündet auf 240 m Höhe von links in den Rio Ivaí. Er ist etwa 16x km lang.

### Munizipien im Einzugsgebiet
Der Córrego São Jorge verläuft vollständig innerhalb des Munizips Douradina.